# Aglia radiata
Aglia radiata är en fjärilsart som beskrevs av Lenz 1925. Aglia radiata ingår i släktet Aglia och familjen påfågelsspinnare. Inga underarter finns listade i Catalogue of Life.